# Kap Moore
Das Kap Moore ist ein Kap an der Pennell-Küste des ostantarktischen Viktorialands. Es liegt am östlichen Ende des Tapsell Foreland und markiert die nördliche Begrenzung der Einfahrt zum Smith Inlet.
Entdeckt wurde es 1841 vom britischen Polarforscher James Clark Ross bei dessen Antarktisexpedition (1839–1843). Ross benannte das Kap nach Thomas Edward Laws Moore (1817–1872), Maat auf dem Expeditionsschiff Terror.